# Kyriákos Koúsios
Kyriákos Koúsios (grec moderne : Κυριάκος Κούσιος), né en 1952 à Famagouste est un avocat et homme politique chypriote.

## Biographie

### Vie privée
Il est marié à María Louká Chaviará et a deux filles et un fils.

## Carrières politique
Kyriákos Koúsios a été conseiller municipal et maire adjoint de Stróvolos.
Le 3 décembre 2019, il a été nommé porte-parole du gouvernement chypriote.